# لایشتنبرگ (لاوزیتس)
لایشتنبرگ (به آلمانی: Lichtenberg) یک شهر در آلمان است که در باوتسن واقع شده‌است. لایشتنبرگ ۱٬۷۳۶ نفر جمعیت دارد.